# 대한민국 형법 제324조의4
대한민국 형법 제324조의4는 인질살해 및 치사에 대한 형법각칙의 조문이다.

## 조문
제324조의4(인질살해·치사) 제324조의2의 죄를 범한 자가 인질을 살해한 때에는 사형 또는 무기징역에 처한다. 사망에 이르게 한 때에는 무기 또는 10년 이상의 징역에 처한다.
[본조신설 1995.12.29]

第324條의4(人質殺害·致死) 第324條의2의 罪를 犯한 者가 人質을 殺害한 때에는 死刑 또는 無期懲役에 處한다. 死亡에 이르게 한 때에는 無期 또는 10年 이상의 懲役에 處한다.
[本條新設 1995.12.29.]

## 같이 보기
- 강요죄
- 인질강요죄